# Canoa/kayak ai Giochi della XIX Olimpiade
Le competizioni della canoa/kayak dei Giochi della XIX Olimpiade si sono svolte nei giorni dal 22 al 25 ottobre 1968 nella Pista Olímpica de Remo y Canotaje Virgilio Uribe del Canal de Cuemanco, Città del Messico.
Come a Tokyo 1964 si sono svolte sette prove, cinque maschili e due femminili.

## Podi
| Evento                   | Oro                                                          | Perform. | Argento                                                              | Perform. | Bronzo                                                           | Perform. |
| Prove maschili           |                                                              |          |                                                                      |          |                                                                  |          |
| C1 1000 metri (dettagli) | Ungheria Tibor Tatai                                         | 4'36"14  | Germania Ovest Detlef Lewe                                           | 4'38"31  | Unione Sovietica Vitali Galkov                                   | 4'40"42  |
| C2 1000 metri (dettagli) | Romania Ivan Patzaichin Serghei Covaliov                     | 4'07"18  | Ungheria Tamás Wichmann Gyula Petrikovics                            | 4'08"77  | Unione Sovietica Naum Prokupets Mikhail Zamotin                  | 4'11"30  |
| K1 1000 metri (dettagli) | Ungheria Mihály Hesz                                         | 4'02"63  | Unione Sovietica Oleksandr Šaparenko                                 | 4'03"58  | Danimarca Erik Hansen                                            | 4'04"39  |
| K2 1000 metri (dettagli) | Unione Sovietica Oleksandr Šaparenko Volodymyr Morozov       | 3'37"54  | Ungheria Csaba Giczy István Timár                                    | 3'38"44  | Austria Gerhard Seibold Günther Pfaff                            | 3'40"71  |
| K4 1000 metri (dettagli) | Norvegia Steinar Amundsen Egil Søby Tore Berger Jan Johansen | 3'14"38  | Romania Anton Calenic Dimitrie Ivanov Haralambie Ivanov Mihai Ţurcaş | 3'14"81  | Ungheria Csaba Giczy István Timár Imre Szöllősi István Csizmadia | 3'15"10  |
| Prove femminili          |                                                              |          |                                                                      |          |                                                                  |          |
| K1 500 metri (dettagli)  | Unione Sovietica Ljudmila Pinaeva                            | 2'11"09  | Germania Ovest Renate Breuer                                         | 2'12"71  | Romania Viorica Dumitru                                          | 2'13"22  |
| K2 500 metri (dettagli)  | Germania Ovest Roswitha Esser Annemarie Zimmermann           | 1'56"44  | Ungheria Anna Pfeffer Katalin Sági-Rozsnyói                          | 1'58"60  | Unione Sovietica Ljudmila Pinaeva Antonina Seredina              | 1'58"61  |

## Medagliere
| Posizione | Paese            |   |   |   | Totale |
| --------- | ---------------- | - | - | - | ------ |
| 1         | Ungheria         | 2 | 3 | 1 | 6      |
| 2         | Unione Sovietica | 2 | 1 | 3 | 6      |
| 3         | Germania Ovest   | 1 | 2 | 0 | 3      |
| 4         | Romania          | 1 | 1 | 1 | 3      |
| 5         | Norvegia         | 1 | 0 | 0 | 1      |
| 6         | Austria          | 0 | 0 | 1 | 1      |
| 6         | Danimarca        | 0 | 0 | 1 | 1      |
| Totale    | Totale           | 7 | 7 | 7 | 21     |